# Watigny
Watigny é uma comuna francesa na região administrativa de Altos da França, no departamento de Aisne. Estende-se por uma área de 21,12 km². Em 2010 a comuna tinha 384 habitantes (densidade: 18,2 hab./km²).